# Cinedans
Cinedans is een internationaal dans-, film- en mediafestival dat vanaf 2003 jaarlijks plaatsvindt in Amsterdam. In maart 2013 vond Cinedans voor het eerst plaats in EYE Film Instituut Nederland.

## Programma
Tijdens Cinedans – Dance on Screen Festival staat de dansfilm centraal. Gedurende het festival zijn er zo’n 40 tot 50 films, zowel korte als lange films, uit binnen- en buitenland te zien. Daarnaast kunnen er documentaires en installaties worden bekeken.
Tijdens het festival ligt de focus op choreografieën speciaal gemaakt voor camera en bijzondere filmadaptaties van bestaande dansvoorstellingen. Daarnaast zijn er documentaires te zien die het leven en werk van belangwekkende danskunstenaars in beelden vangen. In totaal worden gedurende vier dagen zo’n zestig korte en lange films uit binnen- en buitenland gepresenteerd.
Daarnaast is er een randprogramma waarbij binnen- en buitenlandse deskundigen workshops verzorgen en deelnemen aan paneldebatten.

## Prijzen
Cinedans looft elk jaar prijzen uit voor de beste dansfilm, ondersteund door Dioraphte, zoals de Dioraphte Cinedans Juryprijs en de Dioraphte Aanmoedigingsprijs.

## Point Taken
Point Taken is een interdisciplinair dansfilmproject geïnitieerd door het Mediafonds en het Fonds Podiumkunsten in samenwerking met de NTR en Cinedans. Vier teams van in Nederland wonende filmmakers en choreografen realiseren elk een dansfilm van rond de acht minuten.

## Cinedans On Tour
Sinds 2006 stelt Cinedans elk jaar een dansfilmprogramma samen dat in het buitenland op verschillende festivals en culturele evenementen getoond wordt. Cinedans on Tour ging in 2011 naar onder andere Los Angeles, Beiroet, Beijing, Boekarest en Mexico City.
Hieronder een schematisch overzicht van de steden waar Cinedans on Tour zich heeft gepresenteerd:

### 2006
- China - Shanghai

### 2007
- Rusland - Krasnojarsk
- Polen - Warschau
- Zuid-Afrika - Kaapstad
- Brazilië - Rio de Janeiro
- China - Peking, Shanghai, Kunming

### 2008
- Australië - Sydney
- Zuid-Afrika - Kaapstad
- China - Peking, Shanghai, Kunming
- Rusland - Nizjni Novogrod, Krasnojarsk, Jaroslav

### 2009
- Zuid-Afrika - Kaapstad
- Polen - Warschau
- Duitsland - Munich, Bamberg, Neufahrn, Erding, Vilsbiburg, Freising, Seefeld-Hechendorf, Moosach en Passau
- Brazilië - Rio de Janeiro
- China - Peking, Shanghai, Kunming Hongkong, Guangzhou, Shenzhen

### 2010
- Libanon - Beiroet
- Spanje - Bilbao
- V.S - Los Angeles
- Hongarije - Boedapest
- China - Shanghai, Guangzhou
- Italië - Milaan
- Zuid-Afrika - Kaapstad

### 2011
- Libanon - Beiroet
- Rusland - Krasnojarsk
- China - Beijing
- V.S - Los Angeles
- Italië - Napels, Turijn
- Spanje - Bilbao
- Zuid-Afrika - Kaapstad
- Brazilië - São Paulo, Rio de Janeiro
- België – Gent

### 2012
- Duitsland – Karlsruhe
- Turkije – Istanbul
- Brazilië – Rio de Janeiro
- Roemenië – Boekarest
- Canada – Montreal
- Italie – Brescia
- Mexico – Guanajuato
- Italië – Turijn
- Italië – Bolzano
- Spanje – Bilbao
- China – Xi-‘an
- Libanon – Beiroet

### 2013
- Duitsland – Düsseldorf
- Zwitserland – Zürich
- Tsjechië – Praag
- Spanje – Pamplona
- Argentinië – Buenos Aires
- Engeland – Londen
- Italië – Turijn
- China – Hongkong